# Condylostylus albihirtus
Condylostylus albihirtus är en tvåvingeart som beskrevs av Van Duzee 1929. Condylostylus albihirtus ingår i släktet Condylostylus och familjen styltflugor.
Artens utbredningsområde är Jamaica. Inga underarter finns listade i Catalogue of Life.